# Roger Leigh-Wood
Roger Leigh-Wood (geb. Wood; * 16. August 1906 in Paddington, London; † 1. März 1987 in Alton, Hampshire) war ein britischer Sprinter und Hürdenläufer.
Bei den Olympischen Spielen 1928 in Amsterdam erreichte er über 400 m das Viertelfinale und kam in der 4-mal-400-Meter-Staffel mit der britischen Mannschaft auf den fünften Platz.
1930 gewann er bei den British Empire Games in Hamilton Silber über 440 Yards Hürden und siegte mit der englischen 4-mal-440-Yards-Stafette.

## Persönliche Bestzeiten
- 440 Yards: 48,5 s, 7. September 1929, Johannesburg (entspricht 48,2 s über 400 m)
- 440 Yards Hürden: 55,4 s, 4. September 1929, Pretoria (entspricht 55,1 s über 400 m Hürden)